# Stephan Burger
Stephan Burger (Friburgo in Brisgovia, 29 aprile 1962) è un arcivescovo cattolico tedesco, dal 29 giugno 2014 arcivescovo metropolita di Friburgo in Brisgovia.

## Biografia

### Formazione e ministero sacerdotale
Ha due fratelli e una sorella. Suo fratello minore Tutilo Burger, O.S.B. è arciabate dell'Arciabbazia di Beuron dal 2011. Dopo aver studiato filosofia e teologia a Friburgo e Monaco, è stato ordinato sacerdote il 20 maggio 1990 dall'arcivescovo Oskar Saier presso la Cattedrale di Friburgo in Brisgovia. 
Dal 2004 al 2006, ha conseguito la laurea in diritto canonico presso l'istituto canonico dell'Università di Münster. 
Ha ricoperto dal 2007 il ruolo di vicario giudiziale e dal 2013 quello di canonico del Capitolo Cattedrale di Friburgo in Brisgovia. 

### Ministero episcopale

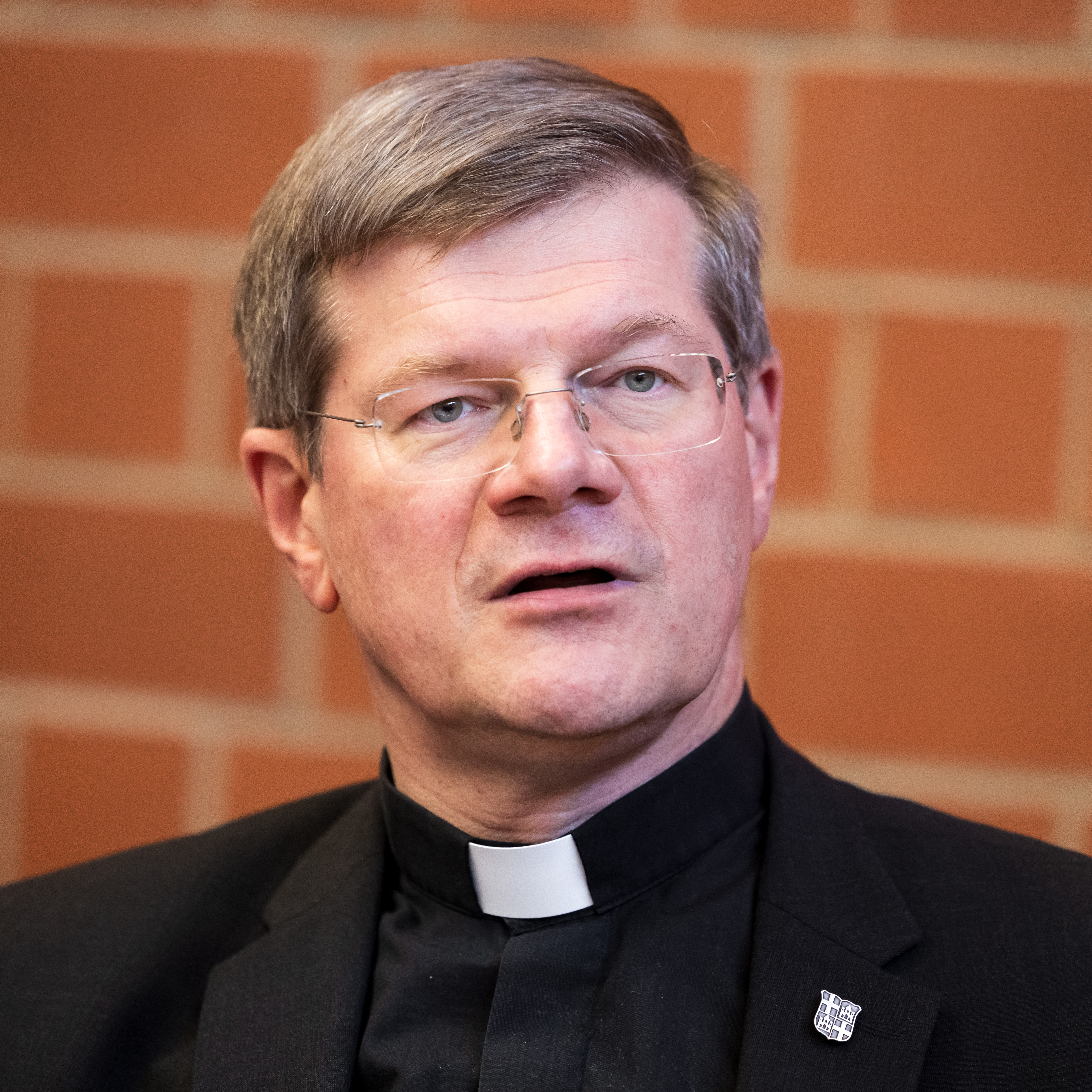
Stephan Burger (2023)

Papa Francesco lo ha nominato arcivescovo metropolita di Friburgo in Brisgovia il 30 maggio 2014.  
Il 29 giugno 2014, presso la Cattedrale di Friburgo in Brisgovia, ha ricevuto la consacrazione episcopale dalle mani dell'arcivescovo Robert Zollitsch, co-consacranti il cardinale Karl Lehmann, vescovo di Magonza e il vescovo di Rottenburg-Stoccarda Gebhard Fürst. 
Ha scelto come motto episcopale: Cristo in cordibus ("Cristo nei cuori"), che si basa sulla lettera agli Efesini (3,17).
Nella Conferenza episcopale tedesca è membro della X commissione per la Chiesa mondiale e presidente della sottocommissione per le questioni relative agli aiuti allo sviluppo e in particolare era responsabile dell'Organizzazione per i soccorsi episcopali "Misereor". Dal 2016 è anche presidente della Commissione Caritas.

## Posizioni e esercizio della carica (selezione)
In un'intervista dell'aprile 2019, Burger ha spiegato che l'abolizione del celibato come requisito obbligatorio per i preti cattolici è possibile in base al diritto canonico. Il Papa, in quanto legislatore supremo della Chiesa, potrebbe cambiarlo. Tuttavia, egli stesso è favorevole al celibato per i preti.
In una discussione serale con i giovani cattolici nel luglio 2021, trasmessa pubblicamente in streaming video, Burger ha espresso la sua opposizione all'ordinazione delle donne al sacerdozio. Personalmente avrebbe delle difficoltà con questa idea.
Nel 2018, Burger ha rifiutato la  benedizione ecclesiastica delle coppie dello stesso sesso per l'arcidiocesi di Friburgo. A suo avviso, ciò non costituisce una discriminazione nei confronti delle coppie omosessuali.
Durante il mandato dell'arcivescovo Burger rispettivamente sotto la sua guida, il piano di bilancio 2022/2023 adottato alla fine del 2021 ha classificato il personale a livello dirigenziale dell'arcidiocesi di Friburgo in gruppi salariali più elevati (oltre ai regolari aumenti dei tassi salariali di base). Gli stipendi corrispondenti sono stati aumentati fino al dieci per cento e oltre come risultato dei gruppi salariali più elevati, mentre lo stipendio dell'Arcivescovo stesso è stato aumentato di poco meno del sei per cento (passando dal gruppo salariale B8 a B9). La procedura e l'ammontare degli aumenti di stipendio sono stati criticati, anche alla luce del forte calo dei membri e delle risorse finanziarie disponibili dell'arcidiocesi. È stata criticata la mancanza di coinvolgimento di organismi come il comitato fiscale ecclesiastico e i rappresentanti fiscali ecclesiastici prima dell'attuazione delle nuove classificazione. Georg Bier, professore di diritto canonico all'Università di Friburgo, ha criticato il fatto che l'approccio dell'arcidiocesi sia in contraddizione con l'idea di retribuzione nel servizio pubblico e nel servizio ecclesiastico in Germania: un gruppo salariale superiore viene generalmente assegnato nell'ambito della retribuzione solo se è accompagnato da una nuova funzione con nuovi compiti di maggiore responsabilità.

## Genealogia episcopale e successione apostolica
La genealogia episcopale è:
- Cardinale Scipione Rebiba
- Cardinale Giulio Antonio Santori
- Cardinale Girolamo Bernerio, O.P.
- Arcivescovo Galeazzo Sanvitale
- Cardinale Ludovico Ludovisi
- Cardinale Luigi Caetani
- Cardinale Ulderico Carpegna
- Cardinale Paluzzo Paluzzi Altieri degli Albertoni
- Papa Benedetto XIII
- Papa Benedetto XIV
- Papa Clemente XIII
- Cardinale Marcantonio Colonna
- Cardinale Giacinto Sigismondo Gerdil, B.
- Cardinale Giulio Maria della Somaglia
- Cardinale Carlo Odescalchi, S.I.
- Vescovo Eugène de Mazenod, O.M.I.
- Cardinale Joseph Hippolyte Guibert, O.M.I.
- Cardinale François-Marie-Benjamin Richard
- Cardinale Pietro Gasparri
- Arcivescovo Cesare Orsenigo
- Cardinale Josef Frings
- Arcivescovo Wendelin Rauch
- Arcivescovo Eugen Viktor Paul Seiterich
- Arcivescovo Hermann Josef Schäufele
- Arcivescovo Oskar Saier
- Arcivescovo Robert Zollitsch
- Arcivescovo Stephan Burger

La successione apostolica è:
- Vescovo Peter Birkhofer (2018)
- Vescovo Christian Würtz (2019)
- Vescovo Klaus Krämer (2024)